# Автоагресія (психологія)
Аутоагресія (автоагресія, Аутодеструкція, Поворот проти себе, від ауто- + агресія) — активність, націлена (свідомо чи несвідомо) на заподіяння собі шкоди у фізичній і психічній сферах. З точки зору психоаналізу відноситься до механізмів психологічного захисту. Аутоагресія проявляється в самозвинувачення, самоприниженні, нанесенні собі тілесних ушкоджень різного ступеня тяжкості аж до самогубства, саморуйнівну поведінку (пияцтві, алкоголізмі, наркоманії, ризикованій сексуальній поведінці, виборі екстремальних видів спорту, небезпечних професій, провокаційній поведінці). У роботах А. В. Іпатова розуміється як психічний стан, що приводить до саморуйнівної поведінки. «Аутодеструкція» і «аутоагресія» часто розуміються як окремі поняття, але різні автори по-різному проводять між ними грань.

## Причини аутоагресії
Людині, як і будь-якій живій істоті, в нормі не властиво направляти агресію на самого себе, тому що це суперечить його основному завданню — жити. Різні дослідники по-різному розуміють причини виникнення саморуйнівної поведінки.
З точки зору психоаналізу
аутоагресія, або «поворот проти себе» (англ. Turning against the self) розглядається як захисний механізм психіки, і відома ще з часів Фрейда. Вважається, що така поведінка є наслідком перенаправлення агресії, перш за все спрямованої на зовнішній об'єкт. У випадках, коли від цього зовнішнього об'єкта (або від існування цього зовнішнього об'єкта) залежить благополуччя людини, агресія може бути перенаправлена. В одних випадках на інший зовнішній об'єкт (виміщення), а в інших випадках, якщо такого об'єкта не знаходиться чи, що частіше, якщо таке перенаправлення виявляється неприйнятним (засуджуваним, караним), агресія виявляється спрямованою на самого себе. Незважаючи на те, що аутоагресія створює серйозні проблеми для того, хто застосовує цей захист, емоційно вона виявляється для нього більш прийнятною, ніж усвідомлення первісного об'єкта агресії.
Зовнішня обумовленість
Галина Яківна Пилягіна вважає, що для виникнення аутоагресії необхідна система, що включає як мінімум три компоненти:
- Фрустрована людина з формуючим внутрішнім конфліктом, що пригнічує свою агресію і одночасно заперечує свої соціалізовані інтроекти.
- Психотравматична ситуація, в якій реалізуються захисні патерни поведінки, обумовлені вищезазначеним внутрішньособистісним конфліктом.
- Зворотній негативний зв'язок — нездійснені очікування по відношенню до об'єкта і збільшувана напруга ситуації, агресивність суб'єкта, потреба дозволу внутрішньоособистісних конфліктів.

Ця теоретична модель робить акцент на зовнішній обумовленості аутоагресії.
З погляду Андрія Володимировича Іпатова аутодеструкція являє собою аномальний стан особистості, що виражається в прагненні індивіда до саморуйнування внаслідок порушення процесу його соціалізації. На його думку ця соціально-психологічна дезадаптація виникає на тлі особистісного конфлікту і викликається парадоксальною ситуацією, що поєднує в собі наявність в один і той же момент і життєво важливої потреби і те, що перешкоджає її задоволенню.

## Класифікація саморуйнівної поведінки
При визначенні шкали агресії за основними існуючими методиками, аутоагресія не корелює ні з якими іншими шкалами агресії, що підкреслює особливість феномена аутоагресії всередині загальної проблематики психології агресії.
Саморуйнівні дії можна класифікувати наступним чином:
```
   
За впливом на область людського буття:

       Фізичні
       Психічні
       Соціальні
       Духовні
   
За структурними характеристиками:
 
       
Рівневі прояви:

           Ідеаторний
           Афективний
           Зовнішньоповедінковий
       
За способом реалізації:

           Безпосередні,
           Розширені,
           Опосередковані,
           Трансагресивні;
       
За ступенем довільності:

           Усвідомлені,
           Неусвідомлені
   
За динамічними характеристиками:

       
За темпом формування:

           Гострі,
           Підгострі,
           Хронічні
       
За тимчасовими показниками:

           Транзиторні,
           Рецидивні,
           Персистуючі
       
За типом розвитку:

           Стаціонарні,
           Прогресуючі,
           Регресуючі,
           Трансформуючі;
   
У зв'язку із захворюванням або його загостренням:

       Морбідне
       Внеморбідние (пре- і постморбідние);
   
За впливом на перебіг хвороби:

       Умовно-негативні
       Умовно-позитивні
       Умовно-нейтральні.
   
За формою прояву:

       
Суїцидальна
 поведінка.
       
Харчова залежність
.
       Хімічна залежність - 
наркоманія
, 
токсикоманія
, 
алкоголізм
.
       Фанатичне поведінка - участь у 
деструктивних релігійних культах
, 
русі футбольних уболівальників
 і т. П.
       Аутична поведінка.
       Віктимна поведінка.
       Заняття екстремальними видами 
спорту
.
       Самоушкодження.
```

## Зв'язок з типами особистості
Аутоагресія вважається типовою для депресивних особистостей, а також може бути властива людям з мазохістичним характером.